# Château Martinay
Le château du Martinay est une ancienne demeure seigneuriale située à la sortie de Carpentras (Vaucluse), sur la route de Mazan.

## Histoire
En 1628, la famille des Isnard achète la terre seigneuriale du Martinet pour y bâtir un domaine. Erigé tardivement en marquisat, il demeure la résidence de la famille jusqu'au milieu de la deuxième moitié du XXe siècle.
Le château est incendié pendant la révolution française, puis reconstruit au début du XIXe siècle par Louis des Isnards. Les travaux se terminent en 1838 pour le corps principal et en 1863 pour l’enceinte, la cour d'honneur et les annexes attenantes. Les pierres de l'enceinte proviendraient des anciens remparts de Carpentras.
Le château est inscrit au titre des monuments historiques depuis le 31 mai 1945. 
Il est exploité en chambres et table d'hôtes jusqu'en 2013.

## Bâtiment
Le corps principal s'élève sur 2 niveaux (RDC + 1 étage). Son architecture est de style néo-classique. La façade principale, exposée au sud, est de taille plus importante que la façade nord, l'ensemble de la construction jouant avec le relief.